# Salat Icha
Salat Icha (صلاة العشاء, ṣalāt al-ʿišāʾ, /sˤalaːt alʕiʃaːʔ/, « prière de la nuit ») est une prière pratiquée par les musulmans après la tombée de la nuit. C'est la cinquième (en comptant à partir de minuit), ou la deuxième (en comptant à partir du coucher du soleil comme dans la tradition musulmane), des cinq prières quotidiennes obligatoires appelées salat. Elle comprend quatre rak'ahs (unités de prière).

## Autre transcription
- Isha (orthographe anglaise)
- ʿIschā' (orthographe allemande)

## Obligation
Les cinq prières, dont celle-ci, sont l'un des cinq piliers de l'islam, obligatoire pour chaque musulman ayant atteint la puberté.

## Déroulement

### 4 Rak'ah Farz
|                         | Rak'ah 1               |                |  |                     | Rak'ah 2               |                 |  |          | Rak'ah 3     |               |  |                                      | Rak'ah 4     |                 |
| Position                | Instruction            | Récitation     |  | Position            | Instruct.              | Récitat.        |  | Position | Instruct.    | Récitat.      |  | Position                             | Instruct.    | Récitat.        |
| ----------------------- | ---------------------- | -------------- |  | ------------------- | ---------------------- | --------------- |  | -------- | ------------ | ------------- |  | ------------------------------------ | ------------ | --------------- |
| Debout                  | Intention (Niyyah)     | silencieux     |  |                     |                        |                 |  |          |              |               |  |                                      |              |                 |
| Debout les mains levées | takbir                 | Dieu est grand |  | Debout              | Al-Fatiha 2ème sourate |                 |  |          |              |               |  |                                      |              |                 |
| Debout                  | Al-Fatiha 2ème sourate |                |  | Debout mains devant | Qunout                 | Demande à Dieu  |  | Debout   | Subhan Allah | Gloire à Dieu |  | Debout                               | Subhan Allah | Gloire à Dieu   |
| Ruku                    | Subhan Allah           | Gloire à Dieu  |  | Ruku                | Subhan Allah           | Gloire à Dieu   |  | Ruku     | Subhan Allah | Gloire à Dieu |  | Ruku                                 | Subhan Allah | Gloire à Dieu   |
| Debout                  |                        | Dieu écoute    |  | Debout              |                        | Dieu écoute     |  | Debout   |              | Dieu écoute   |  | Debout                               |              | Dieu écoute     |
| Sujud                   | 1er Sadjan             | Gloire à Dieu  |  | Sujud               | 1er Sagjan             | Gloire à Dieu   |  | Sujud    | 1er Sagjan   | Gloire à Dieu |  | Sujud                                | 1er Sadjan   | Gloire à Dieu   |
| Assis                   |                        | Pardon à Dieu  |  | Assis               |                        | Pardon à Dieu   |  | Assis    |              | Pardon à Dieu |  | Assis                                |              | Pardon à Dieu   |
| Sujud                   | 2ème Sadjan            | Gloire à Dieu  |  | Sujud               | 2ème Sadjan            | Gloire à Dieu   |  | Sujud    | 2ème Sadjan  | Gloire à Dieu |  | Sujud                                | 2ème Sadjan  | Gloire à Dieu   |
|                         |                        |                |  | Assis               | Tashahud               | Dieu est unique |  |          |              |               |  | Assis                                | Tashahud     | Dieu est unique |
| Debout                  |                        | Merci à Dieu   |  | Debout              |                        | Merci à Dieu    |  | Debout   |              | Merci à Dieu  |  | Assis Regard à droite, puis à gauche | Taslim       | Salam           |